# プロメテウスの罠
プロメテウスの罠（プロメテウスのわな）とは、福島第一原子力発電所事故および「原発」をテーマとして2011年10月から2016年3月まで掲載された朝日新聞の調査報道による連載記事。および、この連載をまとめた書籍群のタイトル。

## 概要
この企画は、2011年3月11日の東北地方太平洋沖地震に続いておきた福島第一原子力発電所事故のおよそ1ヶ月後から構想が始まり、およそ半年後の2011年10月3日から連載開始した。掲載頻度はほぼ毎日。原子力、「原子の火」を「プロメーテウスの火」になぞらえ、福島第一原子力発電所事故および「原発」に関連するさまざまな事象をテーマとして連続テレビ小説のように少しずつ、各テーマによるルポを10数回1シリーズとする署名記事形式で朝刊第3面に連続掲載している。企画責任者・特別報道部長の依光隆明、連載デスクは宮崎知己、企画顧問として松本仁一。東京本社報道局特別報道部のチームで企画、開始された連載ではあったが、回を重ねて、他部署の筆者によるシリーズも掲載されるようになっていった。
各シリーズごとにテーマを設定、それに関連する個人に焦点を当てて原則実名で報じていく。取り上げるテーマは、人々のさまざまな状況とその思い、医師、病院、自衛隊などの奮闘、ペットたちの運命、補償、脱原発、がれき広域処理、除染、核廃棄物、福島の米、原発作業員としての体験を描いた漫画家へのインタビューなど多岐にわたる。それぞれのテーマに関連する個人に焦点を当てて原則実名で報じていく。
連載は読者をひきつけて大きな反響を呼び、丹念な調査報道には高い評価も寄せられた。日本新聞協会賞や石橋湛山記念早稲田ジャーナリズム大賞などを受賞。連載は6シリーズごとにまとめられて学研パブリッシングから単行本化および電子書籍化され、単一シリーズごとの電子書籍も朝日新聞デジタルSELECT版として出ている。ただし、その内容に関しては批判と議論も起きている。

## 連載タイトル
連載タイトルの中の「プロメテウス」は、ギリシア神話に出てくる神族の名である。プロメーテウスはゼウスの命令に背きながらも、人類が幸せになると信じて火を与えた。
連載第1回の末尾に
| 「 | ギリシャ神話によると、人類に火を与えたのはプロメテウスだった。（中略）プロメテウスによって文明を得た人類が、いま原子の火に悩んでいる。福島第一原発の破綻（はたん）を背景に、国、民、電力を考える。 | 」 |

という言及がある。同様の文は、各単行本の冒頭にも掲げられている。
プロメーテウスが人類に与えた『火』は、人類に文明や技術など多くの恩恵を与えたが、同時に、その火は武器を作り戦争を始めるもとにもなった。この神話にちなみ、プロメテウスの火という言葉は、原子力など、人間の力では制御できないほど、強大でリスクの大きい科学技術の暗喩としてしばしば用いられる。この連載タイトルはさらに一歩踏み込んで、「罠」と表現している。

## 受賞
朝日新聞は、この連載により以下の賞を受賞している。
- メディアアンビシャス2011年度活字部門・メディア賞、依光隆明（取材班代表・朝日新聞特別報道部長）[22]
- 2012年度日本新聞協会賞　編集部門　長期連載企画「プロメテウスの罠」朝日新聞社　特別報道部取材班 （代表） 東京本社報道局特別報道部次長 宮﨑 知己／東京本社報道局編集委員 依光 隆明 [23][24]
- 第12回（2012年度）石橋湛山記念早稲田ジャーナリズム大賞（公共奉仕部門）：｢プロメテウスの罠｣ 取材チーム　受賞作品名：連載「プロメテウスの罠」、発表媒体名：朝日新聞、発表年月日（期間）：2011年10月3日〜継続中[25]
- 2012年科学ジャーナリスト賞 ： 「プロメテウスの罠・第3部　観測中止令」（2011年11月7日～11月23日）の報道に対して　朝日新聞社　記者 中山由美[26]

## 批判
首都圏での子供の鼻血をとりあげて内部被爆の不安が広がっているとし、ユーリ・バンダジェフスキーの「警告」を大きく紹介、菅首相が東電の「撤退」を止めたと示唆、インタビューされた人物が実際に言っていないことを「こう思うようになった」という形で書いている、手抜き除染のスクープも地元と現場の視点から見ると疑問がある、など、批判もある。

### 風評・科学的に確認されていない情報
池田信夫 は「原発の「危険神話」過剰報道が風評被害と2次災害を拡大する」（2012年1月）、「放射能デマを拡散」（2014年8月）、石井孝明は「福島を情報で汚している」（2014年8月）など、厳しく指摘している。

### 東電「撤退」問題
東電「撤退」問題について、「全員撤退」しようとしていたわけではないと東京電力が公式に否定し、政府事故調は関係者の聴取とテレビ会議記録を検証した上で東京電力の主張をほぼ認めている。国会事故調は報告書で、全面撤退は官邸の誤解であるが、官邸に誤解が生じた根本原因は、清水正孝が、極めて重大な局面ですら、官邸の意向を探るかのような曖昧な連絡に終始した点に求められる、とした。清水正孝は、最悪の場合は10人の作業員だけを残留させる想定もあった事を、国会事故調査委員会で認めた。その後、委員長に記者からは、「10人では、全面撤退と変わらないのでは？」との質問があったが、事故調査委員会の結論として 野村修也委員は、「10人というのは吉田所長が最悪の事態を想定した際に漠然と思い浮かべた仲間の人数に過ぎないわけでありまして、東京電力が残留する人数として検討、決定したものではない」とし、「東京電力に全面撤退の形跡無し」と、東京電力側の主張を全面的に認める発表をした。この章の執筆者と報道部デスクはその後も東電の「撤退」にこだわりつづけ、2014年にはいわゆる吉田調書を入手したとして「福島第一の原発所員、命令違反し撤退　吉田調書で判明」と報じ、のちに朝日新聞が記事を取り消して「おわび」を掲載する事態を招いている。

## 書籍化

### 学研パブリッシング版
学研パブリッシングから、「著者 朝日新聞特別報道部」として6シリーズずつをまとめた書籍が単行本および電子書籍の形で刊行されている。2015年3月現在で9冊にのぼる。

#### 『プロメテウスの罠―明かされなかった福島原発事故の真実』
- 出版：2012年3月
- 第1-6シリーズ、2011年10月3日～2012年2月6日掲載分を一部加筆してまとめたもの。第6シリーズ「官邸の5日間」は、のちに『官邸の100時間ー検証福島原発事故』として単独書籍化されている。
  - 第1章：防護服の男[51]
    - 放射性物質飛散と福島県浪江町の人々の体験したこと

  - 第2章：研究者の辞表[52][53]
    - 研究者 木村真三、小出裕章ら、NHK「ネットワークでつくる放射能汚染地図」、生かされなかったSPEEDIシステム

  - 第3章：観測中止令[54]
    - 打ち切られた気象庁気象研究所の放射能観測予算

  - 第4章：無主物の責任[51]
    - 飛散した放射性物質は「無主物」という主張、被爆についての医師 肥田舜太郎らの意見、町田市6歳児の鼻血、東松山市4歳児のおねしょ

  - 第5章：学長の逮捕[55][53]
    - ユーリ・バンダジェフスキーの説、ウクライナの状況、早野龍五と学校給食放射能検査、ホールボディーカウンター、映画チェルノブイリ・ハート

  - 第6章：官邸の5日間[56][57]
    - 東電「撤退」問題

#### 『プロメテウスの罠 2 検証! 福島原発事故の真実』
- 出版：2012年7月
- 第7-12シリーズ、2012年2月7日～6月8日掲載分を一部加筆してまとめたもの
  - 第7章 原始村に住む[52]
    - 元東電社員の話、虚偽報告チェック不能の行政、獏原人村の暮らし。

  - 第8章 英国での検問[55]
    - 英国にある使用済み核燃料再処理工場、核燃料輸送船、「原発道路」、バックエンド（原発の後始末）問題、スラリー、電気料金値上げ

  - 第9章 ロスの灯り[58]
    - 核燃料サイクル基地を受け入れた青森県の事情、むつ小川原開発、六ヶ所村と反対運動

  - 第10章 長安寺の遺骨[51]
    - 避難後に亡くなった人、帰還を諦める人、戻る人、沖縄の「自主避難者」

  - 第11章 遅れた警報[59]
    - 津波予測に生かされなかった沖合水圧計情報、原発事故で中断された捜索活動

  - 第12章 脱原発の攻防[60]
    - 総合資源エネルギー調査会、2030年時点での原発依存度の策定ー0%か20%かあるいは

#### 『プロメテウスの罠 3 福島原発事故、新たなる真実』
- 出版：2013年2月
- 第13-18シリーズ、2012年6月9日～10月22日掲載分を一部加筆してまとめたもの
  - 第13章 病院、奮戦す[61]
  - 第14章 吹き流しの町[58]
  - 第15章 除染の悩み[62]
  - 第16章 カワセミ日記[52]
  - 第17章 がれきの行方[63]
  - 第18章 地底をねらえ[64]

#### 『プロメテウスの罠 4 徹底究明!福島原発事故の裏側』
- 出版：2013年4月
- 第19-24シリーズ、2012年10月23日～2013年2月11日掲載分を一部加筆してまとめたもの
  - 第19章 残された人々[65]
  - 第20章 飛び出した町[66]
  - 第21章 遠野ショック[62]
  - 第22章 また年を越す[52][51]
  - 第23章 日本への不信[67]
  - 第24章 「影」が動いた[67]

#### 『プロメテウスの罠 5 福島原発事故、渾身の調査報道』
- 2013年9月
- 第25-30シリーズ、2013年2月13日～6月13日掲載分を一部加筆してまとめたもの
  - 第25章 海鷲丸が来た[54]
  - 第26章 生徒はどこだ[65]
  - 第27章 いのちの記録[68]
  - 第28章 原発維持せよ[69]
  - 第29章 家が買えない[51]
  - 第30章 テロ大丈夫か[70]

#### 『プロメテウスの罠 6 ふるさとを追われた人々の、魂の叫び！』
- 出版：2014年2月
- 第31-36シリーズ、2013年6月14日～9月28日掲載分を一部加筆してまとめたもの
  - 第31章 釣ったら放せ[54]
  - 第32章 踊り残そう [65]
  - 第33章 原発城下町[64]
  - 第34章 イノシシ膨張[70][71]
  - 第35章 ローン減らせ[51]
  - 第36章 追いかける男[52]

#### 『プロメテウスの罠 7 100年先まで伝える! 原発事故の真実』
- 出版：2014年7月
- 第37-42シリーズ、2013年9月29日～2014年2月10日掲載分を一部加筆してまとめたもの
  - 第37章 給食に福島米[72]
  - 第38章 医師、前線へ[73]
  - 第39章 マツバヤ復活[66]
  - 第40章 残ったホーム[74]
  - 第41章 汚染水止めろ[75]
  - 第42章 事故と犯罪[76]

#### 『プロメテウスの罠 8 決して忘れない! 原発事故の悲劇』
- 出版：2014年12月[77]
- 第43-48シリーズ、2014年2月11日～6月8日掲載分を一部加筆してまとめたもの
  - 第43章 原発のごみ[69]
  - 第44章 内部告発者[78]
  - 第45章 中高一貫校[79]
  - 第46章 震災と皇室[80]
  - 第47章 不安を消せ！[81]
  - 第48章 帰還の現実[82]

#### 『プロメテウスの罠 9 この国に本当に原発は必要なのか!?』
- 出版：2015年3月
- 第49-56シリーズ、2014年6月10日～11月4日掲載分を一部加筆してまとめたもの
  - 第49章 県境の先で[65]
  - 第50章 4年目の夏[62][65][83]
  - 第51章 函館の訴え[84]
  - 第52章 二人の首相[85]
  - 第53章 抵抗32年の島[86]
  - 第54章 妻よ[87]
  - 第55章 ふるさと訴訟[69]
  - 第56章 検証もんじゅ[70]

### 朝日新聞デジタルSELECT版
WEB新書（1部216円/2015年7月現在）で購読可能。
- プロメテウスの罠〔1〕 防護服の男「頼む、逃げてくれ」
- プロメテウスの罠〔2〕 研究者は辞表を出して現場に飛び込んだ
- プロメテウスの罠〔3〕 本庁は告げた「放射能観測を中止せよ」
- プロメテウスの罠〔4〕 東電は述べた「放射性物質は無主物である」
- プロメテウスの罠〔5〕 学長の警告「内部被曝、事態は深刻です」
- プロメテウスの罠〔6〕 官邸の5日間「撤退なんてありえない」
- プロメテウスの罠〔7〕 原始村に住む「津波はタブーなんだ」
- プロメテウスの罠〔8〕 英国での検問「東電値上げのマジック」
- プロメテウスの罠〔9〕 ロスの灯り「核燃の夢、残った死の灰」
- プロメテウスの罠〔10〕 長安寺の遺骨「『弔い』への長い道」
- プロメテウスの罠〔11〕 遅れた警報「助かる人 死なせた」
- プロメテウスの罠〔12〕 脱原発の攻防「巨大利権構造と戦う」
- プロメテウスの罠〔13〕 病院、奮戦す「明日も乗り切ろう」
- プロメテウスの罠〔14〕 吹き流しの町「ヨウ素剤を配布せよ」
- プロメテウスの罠〔15〕 除染の悩み「今、そこにある放射能！」
- プロメテウスの罠〔16〕 カワセミ日記「あと5年は戻れない」
- プロメテウスの罠〔17〕 がれきの行方「環境省がじゃまをする」
- プロメテウスの罠〔18〕 地底をねらえ「これは巧妙な罠です」
- プロメテウスの罠〔19〕 残された人々「障害者を救い出せ！」
- プロメテウスの罠〔20〕 飛び出した町「死の灰を浴びた町長」
- プロメテウスの罠〔21〕 遠野ショック「牧草地を取り戻せ！」
- プロメテウスの罠〔22〕 中ぶらりんのまま、また年を越す
- プロメテウスの罠〔23〕 日本への不信「英雄的犠牲を求める」
- プロメテウスの罠〔24〕 「影」が動いた「早く除染してくれ！」
- プロメテウスの罠〔25〕 海鷹丸が来た「汚染の流れ見えた！」
- プロメテウスの罠〔26〕 震災乗り越えた生徒たち
- プロメテウスの罠〔27〕 子犬は生きていた！ 残された動物たち
- プロメテウスの罠〔28〕 原発維持せよ「本当のコストは？」
- プロメテウスの罠〔29〕 家が買えない「東電と国が値切るから」
- プロメテウスの罠〔30〕 テロ大丈夫か「核管理32カ国中23位」
- プロメテウスの罠〔31〕 釣ったら放せ「セシウムの移行を追え」
- プロメテウスの罠〔32〕 踊り残そう「子どもらに笑顔が戻った」
- プロメテウスの罠〔33〕 原発城下町「大熊に殺戮の光線そそぎて…」
- プロメテウスの罠〔34〕 イノシシ膨張「人間が自然の破壊者なんだ」
- プロメテウスの罠〔35〕 ローン減らせ「大熊町の闘う女性司法書士」
- プロメテウスの罠〔36〕 追いかける男「肝心な過渡現象記録を出せ！」
- プロメテウスの罠〔37〕 給食に福島米「100％安心と言えないが」
- プロメテウスの罠〔38〕 医師、前線へ「ヨウ素剤、飲ませるべきだった」
- プロメテウスの罠〔39〕 マツバヤ復活「お客様の元へ行こう」
- プロメテウスの罠〔40〕 残ったホーム「家族は迎えに来なかった」
- プロメテウスの罠〔41〕 汚染水止めろ「東電の現場が空洞化している」
- プロメテウスの罠〔42〕 事故と犯罪「原発の不安が引き金になった」
- プロメテウスの罠〔43〕 原発のごみ「誰が見ても破綻しているのに」
- プロメテウスの罠〔44〕 内部告発者「それが原子力ビジネスのやり方」
- プロメテウスの罠〔45〕 中高一貫校「双葉郡に日本初の実験校新設」
- プロメテウスの罠〔46〕 震災と皇室「放射能学び、飯舘村に行きたい」
- プロメテウスの罠〔47〕 不安を消せ！「でも高線量。避難すべきだった」
- プロメテウスの罠〔48〕 帰還の現実「再除染なし。被爆線量が増える」
- プロメテウスの罠〔49〕 県境の先で「差別か。受けた痛みは同じなのに」
- プロメテウスの罠〔50〕 4年目の夏「子どもを〈保養〉で守るんだ」
- プロメテウスの罠〔51〕 函館の訴え「原発建設の無期限凍結求める」
- プロメテウスの罠〔52〕 2人の首相「原発推進の論理は破綻している」
- プロメテウスの罠〔53〕 抵抗32年の島「反原発、ゆったり闘うんよ」
- プロメテウスの罠〔54〕 妻よ「故郷を奪われた不安が自死を招いた」
- プロメテウスの罠〔55〕 ふるさと訴訟「戻りたくても戻れぬ理不尽」
- プロメテウスの罠〔56〕 検証もんじゅ「保安規定違反の疑いがあります」
- プロメテウスの罠〔57〕 漫画いちえふ「読み手を原発に連れて行く」
- プロメテウスの罠〔58〕 自然エネ危機「もう一回死ねと言うのか」
- プロメテウスの罠〔59〕 災害放送「おだがいさまＦＭ」の苦しみ
- プロメテウスの罠〔60〕 掘ったら遺跡
- プロメテウスの罠〔61〕 ワゴン車に線量計をつけて

## 参考書文献
- 木村英昭『官邸の100時間ー検証福島原発事故』岩波書店 2012.8
- 福島原発事故記録チーム(編) 宮崎知己(解説) 木村英昭(解説) 『福島原発事故東電テレビ会議49時間の記録』岩波書店　2013年9月
- 朝日新聞社（1 奥山俊宏、小此木潔、木村英昭、杉本崇）『検証　東電テレビ会議』朝日新聞出版　2012年12月
- 小菅信子『放射能とナショナリズム』彩流社　2014年